# Finabel
Finabel ist eine im Jahr 1953 gegründete Organisation zur Stärkung der Kooperation und Interoperabilität der nationalen Streitkräfte der Mitgliedsstaaten der Europäischen Union.

## Prinzipien
Der Auftrag an Finabel lautet:
- Entwicklung und Förderung der Interoperabilität der Heere
- Harmonisierung der Konzepte, Doktrinen und Methoden
- Entwicklung eines gemeinsamen europäischen Verständnisses von Verteidigungsproblemen

## Geschichte
Das Jahr 1953 war Gründungsjahr der Organisation. Der Name ist ein Akronym ursprünglich gebildet aus den Anfangsbuchstaben der fünf Gründungsmitglieder Frankreich, Italien, Niederlande, Belgien und Luxemburg und 3 Jahre später erweitert um ein Allemagne für Deutschland, was dann schließlich zu FINABEL führte.
Im Oktober 1953 traten die Stabschefs der Armeen von Frankreich, Italien, Niederlande, Belgien und Luxemburg das erste Mal zusammen. Offizielle Sprache war damals noch französisch. Erst nach der Jahrtausendwende setzte sich die englische Sprache durch den Beitritt vieler neuer Mitglieder durch.

## Mitgliedsstaaten

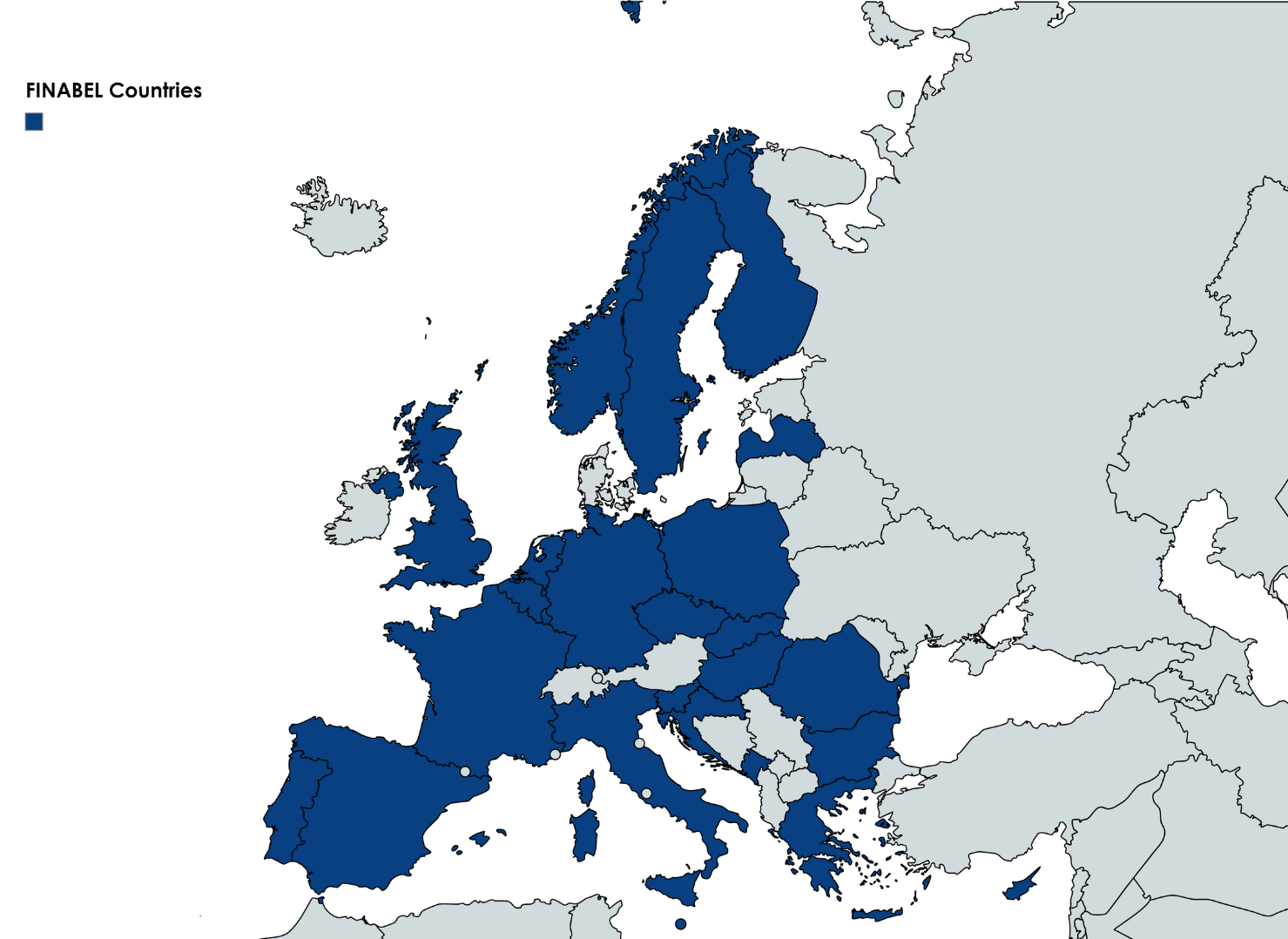
Karte der Mitgliedsstaaten von Finabel (2024)

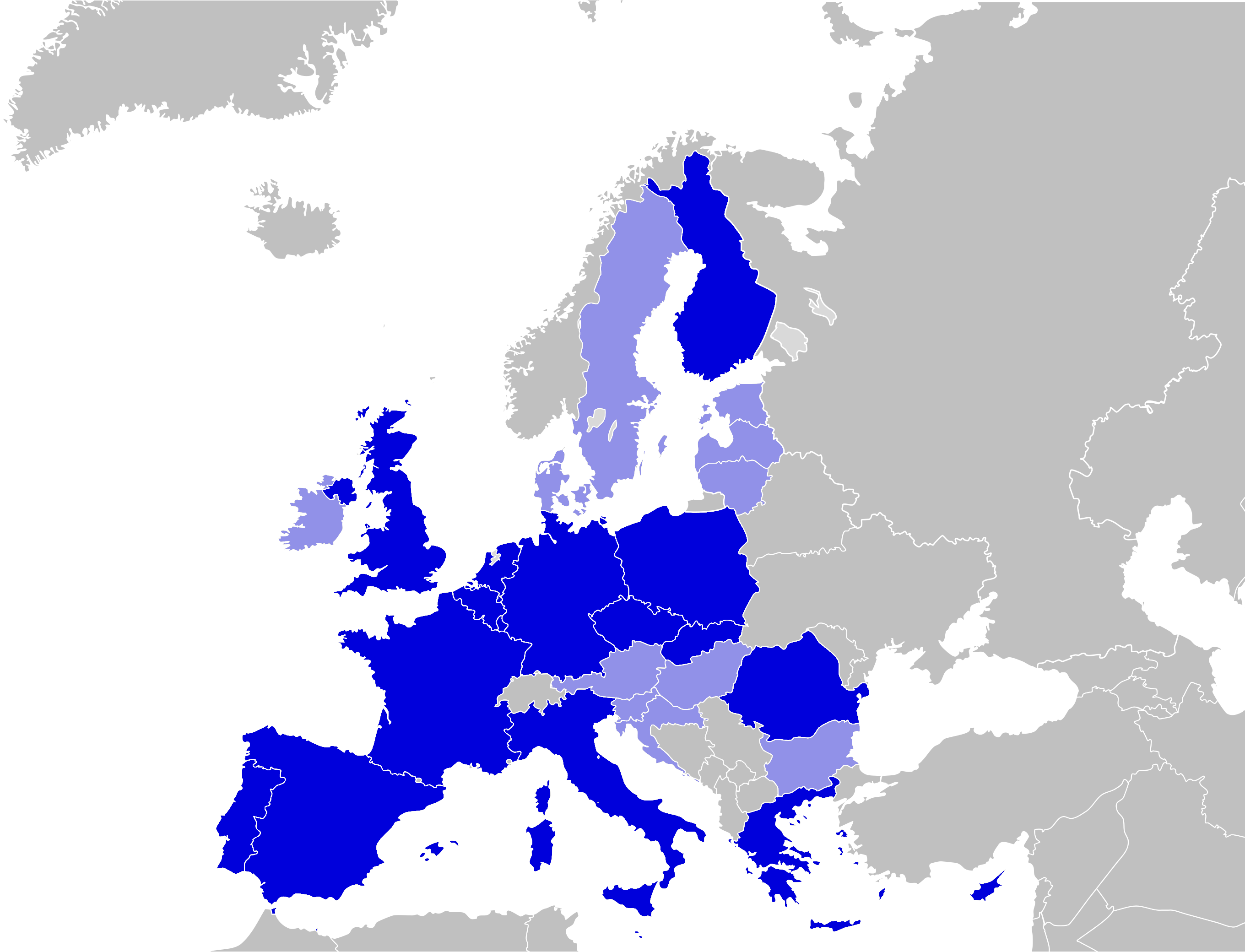
Karte der Mitgliedsstaaten von Finabel (2016)
Mitgliedsstaaten Finabel
Andere Mitgliedsstaaten der Europäischen Union

Seit 2024 hat Finabel 25 Mitglieder:
- Belgien (1953)
- Frankreich (1953)
- Italien (1953)
- Niederlande (1953)
- Luxemburg (1953)
- Deutschland (1956)
- Vereinigtes Königreich (1973)
- Spanien (1990)
- Portugal (1996)
- Griechenland (1996)
- Polen (2006)
- Slowakei (2006)
- Zypern (2008)
- Finnland (2008)
- Rumänien (2008)
- Malta (2010)
- Tschechien (2012)
- Schweden (2015)
- Ungarn (2015)
- Lettland (2016)
- Slowenien (2016)[2]
- Kroatien (2016)
- Montenegro (2021)
- Norwegen (2021)
- Bulgarien (2024)

Finabel verfolgt das offizielle Ziel alle Mitgliedsstaaten der Europäischen Union in die Organisation aufzunehmen.

## Logo
Das Logo der Finabel besteht aus:

Logo von Finabel

- zwei gekreuzten Schwertern als Identifikation mit den Landstreitkräften,
- zwölf Sternen, als Zeichen für die Verbindung zu Europa,
- einem Schild, das die Verteidigung des Friedens symbolisiert,
- und den beiden Göttern Mars und Minerva, Symbole einerseits für den Krieg anderseits auch für Ordnung

## Motto
Das Motto von Finabel ist der Leitspruch:

“Reflexion serving military action”

„Reflexion im Dienste militärischen Handelns“

## Partner
- NATO[2]

Integration in europäische Verteidigungsinstitutionen

- Militärstab der Europäischen Union (EUMS)[2]
- Europäische Verteidigungsagentur (EDA)[2]
- European Air Group (EAG)[2]